# Drank & Drugs
Singles par Lil' Kleine
Zeg dat niet
(2015) Mist en regen
(2016)
Singles par Ronnie Flex
Zeg dat niet
(2015) Laten gaan
(2015)
Clip vidéo
[vidéo] « Drank & Drugs », sur YouTube
Drank & Drugs est une chanson des rappeurs néerlandais Lil' Kleine et Ronnie Flex parue sur l'album New Wave. Elle est sortie le 10 avril 2015 en single sous le label TopNotch. Le single atteint la première place aux Pays-Bas et la troisième place en Belgique néerlandophone et devient l'un des plus grands succès des deux artistes.
Une version en allemand intitulée Stoff und Schnaps est sortie en 2016. Cette version atteindra la 16e place du classement allemand et la 65e place du classement autrichien.

## Historique et contexte
La chanson Drank & Drugs sort le 10 avril 2015 en single sous le label TopNotch, extraite de l'album New Wave, album collectif de divers jeunes rappeurs néerlandais. Le label ne voyait initialement pas un succès dans la chanson, Drank & Drugs « n'était pas du hip hop » et « ne cadrait pas bien avec le reste de l'album ». Selon Lil' Kleine, le succès était en partie dû au moment de la sortie (juste après la période des examens) et au clip vidéo. 
Après le succès aux Pays-Bas, la chanson a également fait son chemin en Belgique, ce qui a permis aux rappeurs une performance lors du festival de musique annuel Pukkelpop organisé à Hasselt. Plusieurs parodies de la chanson ont par la suite été créés. Une version en allemand intitulée Stoff und Schnaps a également été enregistrée par Lil' Kleine et Ronnie Flex et sortie en single le 8 juillet 2016, cette version deviendra également un succès dans les pays germanophones,.

## Clip vidéo
Le clip de la chanson, réalisé par Sam de Jong, est sorti le 22 mai 2015. Il a été visionné quatre millions de fois sur YouTube au cours du premier mois. Dans le clip apparaît notamment l'actrice Olivia Lonsdale. L'actrice avait auparavant travaillé avec Sam de Jong pour le film Prins (nl). La version allemande du clip a atteint plus de 40 millions de vues sur YouTube.

## Liste de titres
Toutes les chansons sont écrites et composées par Ronell Plasschaert, Julien Willemsen (nl) et Jorik Scholten.
| 1. | Drank & Drugs | 2:26 |

| 1. | Stoff und Schnaps                | 2:26 |
| 2. | Stoff und Schnaps (Instrumental) | 2:25 |

## Crédits
Crédits adaptés depuis Tidal.
- Ronell Plasschaert – voix, écriture
- Jorik Scholten – voix, écriture
- Julien Willemsen (Jack Chiraq) – composition, production
- Paul Laffree – ingénieur du son, mastering, mixage

## Classements et certifications

### Classements
| Classement (2015-16)                    | Meilleure position |
| --------------------------------------- | ------------------ |
| Belgique (Flandre Ultratop 50 Singles)  | 3                  |
| Belgique (Flandre Ultratop 50 Airplay)  | 13                 |
| Belgique (Flandre Ultratop 50 Dance)    | 3                  |
| Belgique (Flandre Ultratop R&B/Hip-Hop) | 1                  |
| Pays-Bas (Nederlandse Top 40)           | 1                  |
| Pays-Bas (Single Top 100)               | 1                  |
| Pays-Bas (Mega Top 50)                  | 1                  |

| Classement (2016-17)          | Meilleure position |
| ----------------------------- | ------------------ |
| Allemagne (GfK Entertainment) | 16                 |
| Autriche (Ö3 Austria Top 40)  | 65                 |

| Classement (2015)             | Position |
| ----------------------------- | -------- |
| Belgique (Flandre Ultratop)   | 27       |
| Pays-Bas (Nederlandse Top 40) | 35       |
| Pays-Bas (Single Top 100)     | 14       |
| Classement (2016)             | Position |
| Allemagne (GfK Entertainment) | 94       |

### Certifications
| Région                                                           | Certification | Ventes/Streams |
| ---------------------------------------------------------------- | ------------- | -------------- |
| Belgique (BEA)                                                   | Or            | 10 000*        |
| Pays-Bas (NVPI)                                                  | 5 × Platine   | 200 000*       |
| *Ventes selon la certification xNon précisé par la certification |               |                |

## Historique de sortie
| Pays   | Date           | Format                       | Label    | Version           | Réf.  |
| ------ | -------------- | ---------------------------- | -------- | ----------------- | ----- |
| Divers | 10 avril 2015  | - Téléchargement - streaming | TopNotch | Originale         | [ 1 ] |
| Divers | 8 juillet 2016 | - Téléchargement - streaming | TopNotch | Stoff und Schnaps | [ 1 ] |

## Reprises et adaptations
En 2016, le chanteur et rappeur américain Travis Mills sort une version en anglais de la chanson intitulée Don't Need Much, cette version se classera à la 26e place de l'Ultratop 50 Urban néerlandophone.